# Simone Gulì
Simone Gulì (Palermo, 26 giugno 1865 – Oceano Atlantico, 25 ottobre 1927) è stato un comandante marittimo e militare italiano, decorato di Medaglia d'oro al valor civile alla memoria, in seguito ai fatti che portarono all'affondamento del transatlantico Principessa Mafalda.

## Biografia
Nacque nei pressi del porto dell'Acquasanta di Palermo, da Vincenzo e Laura Monasteri. Assunto nel 1894 dalla Navigazione Generale Italiana, compì il suo primo viaggio come terzo ufficiale sul piroscafo Orelo, una piccola nave che viaggiava solo nel Mediterraneo. Divenuto comandante nel 1911, fu assegnato al veliero Sant'Erasmo, la nave scuola della Compagnia, con cui navigò in Australia, Asia ed America Latina. 
Partecipò alla guerra italo-turca come ufficiale medico del Regio Esercito ed alla Campagna di Libia dove ottenne la croce di Cavaliere. 
Durante la prima guerra mondiale fu silurato due volte al comando di due diverse navi. Nel 1916, al comando del Palermo carico di cavalli e munizioni, nel Golfo del Leone un siluro spaccò la nave in due parti. Gulì riuscì a salvarsi per ultimo, ma si ammalò di polmonite a causa del tempo trascorso in acqua e costretto a letto per sei mesi in pericolo di vita. 
Passato ai comandi del Verona, nel maggio del 1918, diretto a Tripoli con un carico di truppe, fu colpito dal siluro di un sommergibile nello Stretto di Messina. Dopo una lunga opera di salvataggio delle truppe, Gulì non volle abbandonare la nave, lasciandola solo dopo esser stato rassicurato dai suoi ufficiali che erano stati tratti tutti in salvo. Per questo atto fu decorato con la Medaglia al Valor di Marina e della Commenda della Corona d'Italia. 
Dopo la guerra, comandò tutte le navi della Compagnia, tra cui il Duca degli Abruzzi, il Duca d'Aosta, il Re Vittorio, ed il Taormina. Nell'aprile del 1925 gli fu affidato il comando del Principessa Mafalda. 

### La morte
La nave manifestò svariati problemi fin dalla partenza, al punto da costringere Gulì a chiedere alla Compagnia, invano, l'annullamento del viaggio. Salpato dal porto di Genova l'11 ottobre 1927, fu costretto ad effettuare diverse soste lungo la rotta per il Brasile. Il successivo 25 ottobre, la rottura dell'albero di un'elica, provocò l'apertura di una falla che portò ad un lento affondamento del transatlantico. Gulì inizialmente tentò di organizzare un'evacuazione ordinata della nave, ma purtroppo non riuscì a concretizzarla. Tramite megafono, rimase a dare ordini fino all'ultimo, posizionato a prua, agevolò l'opera di salvataggio, agitando per tutto il tempo una torcia portatile. Si inabissò insieme alla nave al grido di Viva l'Italia!.
A Palermo, sua città natale, gli è stata intitolata una strada.

### Vita privata
Napoletano di origini siciliane, il 26 dicembre 1895 sposò Concetta Rallo ed abitava a San Giorgio a Cremano in provincia di Napoli. La coppia non aveva figli.